# Takam Mising Porin Kcbang
Takam Mising Porin Kcbang (Unió d'Estudiants Mising) és una organització política dels mising d'Assam, establerta el 1971 amb el nom d'Assam-Arunachal Mishing Students Union o NEFA Mishing Students' Union, i va adoptar el nom actual el 1986. Treballa pel desenvolupament cultural, social i polític de la nació mising.